# Pierre Lueders
Pierre Lueders, (26 septembre 1970 à Edmonton - ), est un pilote de bobsleigh canadien.

## Biographie
Il fait partie de l'équipe nationale du Canada et a comme entraîneur Gerd Grimme. Il dispute sa première compétition internationale à la coupe Noram en 1990 à l'âge de vingt ans. Durant ses 19 ans de carrière, Pierre Lueders est l'athlète de sports de glisse le plus décoré de l'histoire canadienne, accumulant un palmarès impressionnant :
- 76 podiums en coupe du monde;
- 9 médailles en championnat du monde ;
- ainsi qu'une médaille d'or aux Jeux olympiques de Nagano en 1998;
- C'est le seul athlète masculin qui ait remporté huit fois le titre général de la coupe du monde à l'épreuve du bob à 2 (1994, 1995, 1997, 1998, 2003, 2006 et 2 fois en 2007).

La médaille d'or remportée avec Dave MacEachern en bob à deux à Nagano pendant les Jeux olympiques était la deuxième médaille gagnée par le Canada en bobsleigh, la première ayant été remporté en 1964.

## Palmarès

### Jeux Olympiques
- : médaillé d'or en bob à 2 aux JO 1998.
- : médaillé d'argent en bob à 2 aux JO 2006.

### Championnats monde
- : médaillé d'or en bob à 2 aux championnats monde de 2004 et 2005.
- : médaillé d'argent en bob à 4 aux championnats monde de 2007.
- : médaillé d'argent en bob à 2 aux championnats monde de 1995, 1996 et 2003.
- : médaillé de bronze en bob à 4 aux championnats monde de 1999 et 2005.

### Coupe du monde
- 11 globe de cristal : 
  - Vainqueur du classement bob à 2 en 1995, 1997, 1998, 2003 et 2006.
  - Vainqueur du classement bob à 4 en 1995.
  - Vainqueur du classement combiné en 1994, 1994, 1998 et 2006.
- 76 podiums